# Frei Álvaro Pinto

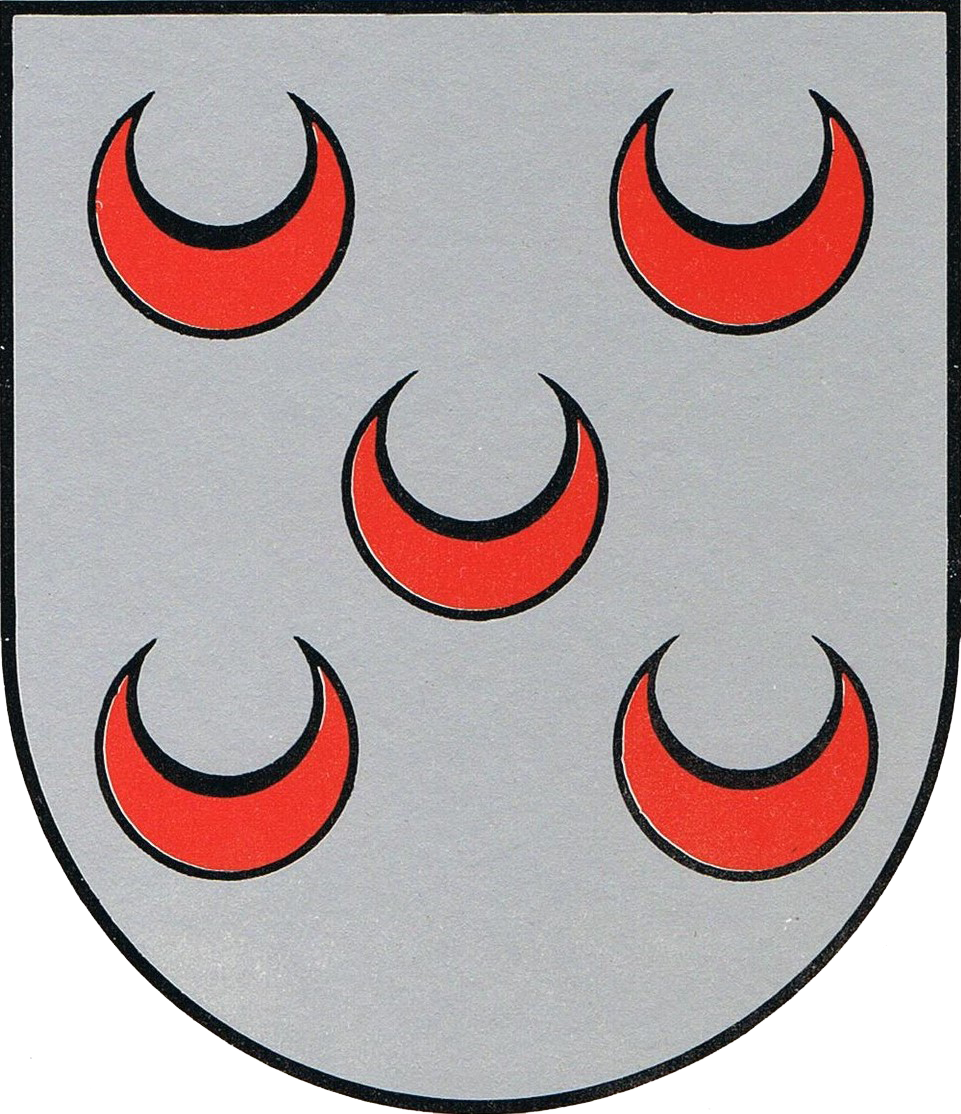
Escudo dos Pinto.

Frei Álvaro Pinto foi balio (comendador) de Leça do Balio, no mosteiro de Santa Maria de Leça de Balio e grão-chanceler da Ordem do Hospital no século XVI.
Segundo Alão de Moraes, era filho de Lopo Pinto de Macedo e de D. Isabel de Castelo-Branco, “foi cavaleiro do hábito de S. João e Bailio de Lango, Leça e Negroponte. Esteve sepultado na capela-mor do mosteiro de Stª Maria de Leça, com as armas dos Pintos e letreiro” (esta sepultura já não existe). 
Cavaleiro da Ordem do Hospital, ascendeu a comendador de Algoso, da Freiria de Coimbra e de Leça. Em 1525 ascendeu a grão-chanceler da Ordem. Por recomendação do próprio papa Leão X que pediu ao rei D. Manuel que colocasse Álvaro Pinto em poder da comenda de Santa Maria de Leça por suspensão do anterior comendador Manuel de Noronha. Aparece já a 5/7/1520 como testemunha do capítulo provincial que se celebrou no mosteiro de Leça. Auferia ainda do dinheiro do arrendamento da comenda de Távora. Sobre as comendas da Ordem teve divergências com o clero do Porto, sabemos que a 2/6/1540, as duas partes ainda não teriam chegado a acordo. No final da vida terá ficado cego, sendo que, autenticava os seus documentos com um sinete de prata com os seus sinais. Acontece que houve quem indevidamente usou o seu sinete para autenticar alguns documentos e assim roubar alguns bens ao mosteiro. Foi o caso do tabelião da Maia, Afonso Álvares, que seria um criado de Frei Álvaro Pinto. Faleceu por volta de Março de 1540. A 28/4/1540 foi feito o “Inventário da fazenda e esbulho que ficou por morte do bailio Frei Álvaro Pinto”. Teve filhos de sua amiga Brites Lopes, que depois viveu em Leça, em umas casas que lhe fez o dito Bailio, nos passais da dita Comenda.